# جامعة نبراسكا كلية الطب
جامعة نبراسكا كلية الطب (بالإنجليزية: University of Nebraska College of Medicine)‏ هي إحدى الكليات لتدريس الطب في الولايات المتحدة الأمريكية. تقع في مدينة أوماها في ولاية نبراسكا الأمريكية. نوع الشهادة الطبية التي يتم تحصيلها هناك هي دكتور في الطب.